# Аммосов, Терентий Васильевич
Терентий Васильевич Аммосов (1912—1988) — советский художник декоративно-прикладного искусства, косторез. Член СХ СССР (1948). Лауреат Государственной премии РСФСР имени И. Е. Репина (1976). Народный художник Якутской АССР (1952). Заслуженный деятель искусств РСФСР (1958). Народный художник РСФСР (1962).

## Биография
Родился 2 апреля 1912 года в Дюпсюнском улусе.
С 1938 года после прохождения обучения по работе с бивнем мамонта начал свою творческую деятельность в качестве резчика.
В 1943 году призван в ряды РККА и направлен в действующую армию, участник Великой Отечественной войны в составе 1011-го стрелкового полка 202-й стрелковой дивизии. В 1985 году за участие в войне был награждён Орденом Отечественной войны 2-й степени.
С 1945 года после окончания войны продолжил свою творческую деятельность.
С 1957 года Т. В. Аммосов был постоянным участником республиканских и всесоюзных художественных выставок: 1957 год — республиканская художественная выставка Якутской АССР и межобластная выставка народного творчества Якутской АССР, проходившие в Москве, 1963 год — выставка изобразительного искусства Якутской АССР в Москве, 1968 год — выставка «Художники Якутии. Графика, резьба по кости», 1972 год — выставка, посвящённая 50-летию образования Якутской АССР «Художники Якутии», проходивших в Ленинграде и Уфе, 1964, 1967, 1969, 1974 годы — выставки «Советский Дальний Восток», проходившие в Хабаровске, Владивостоке и Улан-Удэ, 1971 год — выставка произведения художников РСФСР в Москве, 1965, 1967 и в 1976 год — всесоюзная выставка «Советская Россия».
Основные работы Т. В. Аммосова: 1950 год — композиция «Олонхосут», 1958 год — скульптурные группы «Нюргун Боотур» и «Сорук Боллур», 1967 год — «Любовь в тундре», 1976 год — «Настольный прибор», 1977 год — «Сенокосчики», 1982 год — «Проводы отряда». Наиболее значимые работы Т. В. Аммосова находятся в Национальном художественном музее Республики Саха (Якутия), в Государственном музейно-выставочном центре «РОСИЗО», в выставочных комплексах Художественного фонда России.
С 1948 года Т. В. Аммосов являлся членом Союза художников СССР.
В 1958 году Указом Президиума Верховного Совета РСФСР Т. В. Аммосову было присвоено почётное звание Заслуженный деятель искусств РСФСР, в 1962 году — Народный художник РСФСР.
В 1976 году «за создание высокохудожественных произведений народного искусства из кости (скульптура и гравировка)» Т. В. Аммосов был удостоен Государственной премии РСФСР имени И. Е. Репина.
Умер 4 сентября 1988 года в Якутске.

## Награды
- Орден Отечественной войны 2-й степени (6.04.1985[2])

### Звания
- Народный художник РСФСР (1962 — «за большие заслуги в области искусства»)
- Заслуженный деятель искусств РСФСР (1958)
- Народный художник Якутской АССР (1952)

### Премии
- Государственная премия РСФСР имени И. Е. Репина (1976 — «за создание высокохудожественных произведений народного искусства из кости (скульптура и гравировка)»)